# Eryphus laetus
Eryphus laetus là một loài bọ cánh cứng trong họ Cerambycidae.